# Jota Ceti
Jota Ceti (ι Ceti, förkortat Jota Cet, ι Cet) som är stjärnans Bayerbeteckning, är en ensam stjärna belägen i den västra delen av stjärnbilden Valfisken (stjärnbild). Den har en kombinerad skenbar magnitud på 3,56 och är synlig för blotta ögat där ljusföroreningar ej förekommer. Baserat på parallaxmätning inom Hipparcosuppdraget på ca 11,9 mas, beräknas den befinna sig på ett avstånd av ca 275 ljusår (ca 84 parsek) från solen.

## Nomenklatur
Jota Ceti har det traditionella namnet Deneb Kaitos Shemali. Namnet kommer från det arabiska ordet ذنب الشمالي - ðánab al-shamāliyy, vilket betyder havsmonsterns nordliga svans.

## Egenskaper
Jota Ceti är en orange till röd jättestjärna av spektralklass K1.5 III. Men Houk och Swift (1999) ger den spektralklass K1 II, vilket skulle ange att den är en ljusstark jätte. Den är vidare en misstänkt variabel med en visuell amplitud på omkring 0,05 magnitud. Den har en uppskattad massa som är ca 2,8 gånger större än solens massa, en radie som är ca 34 gånger större än solens och utsänder från dess fotosfär ca 400 gånger mera energi än solen vid en effektiv temperatur på ca 4  450 K.
Jota Ceti bildar en vidsträckt astrometrisk dubbelstjärna, med gemensam rörelse genom rymden, med en stjärna av magnitud 10,40 med en vinkelseparation på 106,4 bågsekunder vid en positionsvinkel på 191° år 2014. Denna följeslagare kan vara en stjärna av spekraltyp K.